# Colleen Ward
Colleen Ward (Naperville, 4 ottobre 1989) è un'ex pallavolista statunitense.
Giocava nel ruolo di schiacciatrice.

## Carriera
La carriera di Colleen Ward inizia nel 2004, quando entra a far parte della squadra della sua scuola, la Naperville North High School; durante i quattro anni delle scuole superiori fa parte delle selezioni giovanili statunitensi, vincendo la medaglia d'oro al campionato nordamericano Under-20 2006. In seguito gioca anche a livello universitario, vestendo la maglia della University of Florida nella NCAA Division I dal 2008 al 2009, per trasferirsi e giocare nel 2010 e 2011 con la University of Illinois at Urbana-Champaign, con la quale raggiunge la finale NCAA durante il suo senior year e raccogliendo diversi riconoscimenti individuali.
Nella stagione 2012-13 inizia la carriera professionistica, giocando nella Serie A2 italiana con l'Azzurra Volley San Casciano, mentre nella stagione successiva gioca nella ORLEN Liga polacca col Pilskie Towarzystwo Piłki Siatkowej di Piła, ritirandosi al termine del campionato.

## Palmarès

### Nazionale (competizioni minori)
- Campionato nordamericano Under-20 2006

### Premi individuali
- 2010 - All-America Second Team
- 2011 - Division I NCAA statunitense: Gainesville regional Most Outstanding Player
- 2011 - Division I NCAA statunitense: National All-Tournament Team
- 2011 - All-America First Team